# 삭제된 소년들
《삭제된 소년들》(영어: Nowhere Boys)은 2013년부터 현재까지 방영된 오스트레일리아 ABC 채널의 청소년 드라마이다. 토니 에어스가 기획했다. 시즌1-2를 넷플릭스에서 서비스하고 있다.

## 출연

### 주역
- 더기 볼드윈 - 필릭스 펀
- 조엘 록 - 앤디 라우
- 러하트 애덤스 - 샘 콘트
- 맷 테스트로 - 제이크 라일스
- 캐밀 엘리스 - 루크 해밀
- 윌리엄 매케나 - 벤 리플리
- 조디 레이스콜드리
- 조 클로섹 - 히스 버클랜드
- 루카 사델리스 - 니코 팬덜리스
- 숀 리스위미스 - 오스카 펀

### 조역
- 미케일라 배너스 - 피비 하틀리
- 다시 맥도널드 - 엘런 오도널
- 터말라 셸턴 - 미아
- 시실리아 탠 - 나이나이 라우
- 빅토리아 테인 - 앨리스 하틀리
- 짐 러셀 - 롤런드 머피
- 로라 그레이디 - 브루클린 원즈브러
- 샤메인 추 - 피타 천
- 샤리나 클랜턴 - 소니아 자라
- 티건 히긴보텀 - 퀸 밴다